# Dahl Naval AB
Dahl Naval AB är en svensk tillverkare av fritidsbåtar startad 2003. Företaget har sitt säte i Saltsjö-Boo utanför Stockholm.

## Historia
Dahl Naval AB startades 2003 av Henrik Dahl för att tillverka RIB-båtar. 2004 lanserades företagets första modell, Dahl 27c. 2005 kom modellen Dahl 36 ”Vilda”. Båtarna byggdes företagets anläggning i Saltsjö-Boo öster om Stockholm.
I mars 2015 köptes samtliga aktier i Dahl Naval AB av det estniska företaget Lukususjaht AS som ägs av Lennart Alpstål och bland annat tillverkar fritidsbåtar under varumärket Delta Powerboats.
I april 2015 lanserades en ny båttyp, Dahl P10 som är en hyttbåt med skrov av vakuuminjicerat kolfiber. Båten produceras i Luxus Yachts fabrik på ön Ösel i Estland.

## Modeller
- Dahl 18
- Dahl 20
- Dahl 24
- Dahl 27
- Dahl 32
- Dahl 36
- Dahl P10